# El Texano
David Renk más conocido bajo el nombre de El Texano, nacido en Álamo, en Texas el 16 de junio de 1963 y fallecido el 21 de diciembre de 2018, es un torero estadounidense.
Es el único torero estadounidense que ha podido confirmar su alternativa en la Monumental Plaza de toros México.

## Infancia
El Texano nació con la enfermedad de pie equinovaro y no pudo andar hasta la edad de nueve años. Su padre Fred, aficionado a la tauromaquia, mantiene un rancho cuyos muros son de carteles de corridas de toros y de recuerdos de la tauromaquia. Es sin duda lo que despierta en el niño el deseo de querer ser torero. Jugaba a menudo con el capote, o la muleta.  Afronta su primera vaca brava en el rancho de Álvaro García durante una tienta donde su padre lo ha traído.
A la edad de ocho años, padece una operación de los pies, y es en una silla de ruedas en la que presencia una corrida en la cual participaba Pepe Luis Vázquez en la plaza de toros de Ciudad Juárez. El torero le da mucha esperanza cuando le brinda su toro.

## Carrera
Comienza a torear en la plaza de toros de Tepoztlán  y se presenta con la Cuadrilla de Los Niños de Monterrey el 20 de noviembre de 1977 en una novillada sin picadores en Reynosa donde impresiona el público a pesar de sus piernas endebles y su paso todavía incierto. La misma cuadrilla se produce en Reynosa el 1 de enero de 1978, donde la delgadez del novillero le valen la simpatía del público. Su padre que acaba de comprar un rancho cerca de Houston  (Texas) lo ha inscrito al colegio de Houston donde prosigue sus estudios todo continuando en progresar en el toreo. 
Pepe Luis Vázquez, su profesor, detecta las dificultades del novillero al  estoquear y sus problemas de sitio. Después de varias novilladas en pequeños pueblos, David resulta herido en la plaza de toros de Santa Fe, después se presenta México en 1979 donde es conocido ya como « El Texano »  y nuevamente en Santa Fe el 28 de enero de 1980. El 27 de la mismo año es en Monterrey  donde es herido nuevamente. El año siguiente, toma su alternativa en Ciudad Juárez.
A pesar de la hostilidad de una parte del mundillo, fuerte de los ecos de la prensa y del apoyo del público, confirma su alternativa a México el 2 de octubre de 1983. Se retira en 2000 y funda con su padre una ganadería de toros bravos : La Querencia y una escuela taurina, la Santa María Bullfighting School, en La Gloria, Texas,,.
Alcanzado del Síndrome de Marfan, fallece el 21 de diciembre de 2018 por las continuaciones de una insuficiencia cardiaca .